# Ryggegöl
Ryggegöl är en sjö i Uppvidinge kommun i Småland och ingår i Ljungbyåns huvudavrinningsområde. Sjöns area är 0,017 kvadratkilometer och den befinner sig 195 meter över havet.